# Prototrygaeus ammothelloides
Prototrygaeus ammothelloides is een zeespin uit de familie Ammotheidae. De soort behoort tot het geslacht Prototrygaeus. Prototrygaeus ammothelloides werd in 1975 voor het eerst wetenschappelijk beschreven door Stock. 